# Эмбри, Итан
И́тан Фи́лан Рэ́ндалл (англ. Ethan Philan Randall; род. 13 июня 1978), известный как И́тан Э́мбри (англ. Ethan Embry), — американский актёр.

## Ранние годы
Эмбри родился в Хантингтон-Бич, штат Калифорния, в семье Карен, сценаристки и менеджера по талантам, и Х. Чарльза Рэндалл, зубного техника. У него есть старший брат Аарон, продюсер и музыкант, а также младшая сестра Кейша, фотограф.

## Карьера
Эмбри начал актёрскую карьеру в возрасте 12 лет. Он снялся в нескольких фильмах, в числе которых «Датч» (1991), «То, что ты делаешь» (1996), «Магазин „Империя“» (1995) и «Не могу дождаться» (1998). У него была роль в телесериале канала Showtime «Братство», транслировавшегося с 2006 по 2008 год.
В 2013 году Эмбри с повторяющейся ролью появился в сериале «Однажды в сказке». В 2015 году он в качестве приглашённой звезды появился в роли Картера в сериале «Ходячие мертвецы». В том же году на платформе Netflix состоялась премьера комедийного шоу «Грейс и Фрэнки», где Эмбри исполняет одну из главных ролей.

## Личная жизнь
С 1998 по 2002 год Эмбри был женат на актрисе Амелинде Смит. У них есть сын. В 2005 году Эмбри женился на актрисе Санни Мабри. В 2012 году Мабри подала на развод, в качестве причины указав «непримиримые разногласия». Эмбри и Мабри возобновили отношения в 2013 году, и в июне 2015 повторно заключили брак.

## Фильмография
| Год       |   | Русское название               | Оригинальное название             | Роль                             |
| --------- | - | ------------------------------ | --------------------------------- | -------------------------------- |
| 1991      | ф | Защищая твою жизнь             | Defending Your Life               | Стив                             |
| 1991      | ф | Датч                           | Dutch                             | Дойл Стэндиш                     |
| 1991      | ф | Всё, что я хочу на Рождество   | All I Want For Christmas          | Итан О’Фэллон                    |
| 1993      | ф | В плену песков                 | A Far Off Place                   | Гарри Уинслоу                    |
| 1995      | ф | Эволвер                        | Evolver                           | Кайл Бэкстэр                     |
| 1995      | ф | Магазин «Империя»              | Empire Records                    | Марк                             |
| 1996      | ф | Белый шквал                    | White Squall                      | Трейси Лэпчик                    |
| 1996      | ф | То, что ты делаешь             | That Thing You Do!                | бас-гитарист                     |
| 1998      | ф | Монтана                        | Montana                           | Джимми                           |
| 1998      | ф | Непристойное поведение         | Disturbing Behavior               | Аллен Кларк                      |
| 1998      | ф | Не могу дождаться              | Can't Hardly Wait                 | Престон                          |
| 2002      | ф | Они                            | They                              | Сэм Бёрнсайд                     |
| 2002      | ф | Стильная штучка                | Sweet Home Alabama                | Бобби Рэй                        |
| 2003      | ф | В ловушке времени              | Timeline                          | Джош Стерн                       |
| 2004      | ф | Гарольд и Кумар уходят в отрыв | Harold & Kumar Go to White Castle | Билли Карвер                     |
| 2005      | ф | Мастера ужасов                 | Masters of Horror                 | Брюс                             |
| 2007      | ф | Вакансия на жертву             | Vacancy                           | Механик                          |
| 2008      | ф | На крючке                      | Eagle Eye                         | агент Тоби Грант                 |
| 2010      | с | Доктор Хаус                    | House                             | Микки                            |
| 2011      | ф | Ведьмы страны Оз               | Witches of Oz                     | Фрик / эльф                      |
| 2011      | ф | Братство по крови              | The Reunion                       | Лео Клэри                        |
| 2011      | ф | Посредник Кейт                 | Fairly Legal                      | Спенсер                          |
| 2012      | с | Анатомия страсти               | Grey's Anatomy                    | Дэвид Мур                        |
| 2013      | с | Однажды в сказке               | Once Upon a Time                  | Грег Менделл/Взрослый Оуэн Флинн |
| 2014      | ф | Гость                          | The Guest                         | Хиггинс                          |
| 2014      | ф | Поздние фазы                   | Late Phases                       | Уилл Маккинли                    |
| 2015—2018 | с | Подлый Пит                     | Sneaky Pete                       | настоящий Пит Мёрфи              |
| 2015—2022 | с | Грейс и Фрэнки                 | Grace and Frankie                 | Койот Бергстайн                  |
| 2015      | с | Ходячие мертвецы               | The Walking Dead                  | Картер                           |
| 2015      | ф | Дары смерти                    | The Devil's Candy                 | Джесси                           |
| 2016      | ф | Барахольщица                   | Fashionista                       | Эрик                             |
| 2018      | ф | Слепые пятна                   | Blindspotting                     | офицер Молина                    |
| 2018      | ф | Человек на Луне                | First Man                         | Пит Конрад                       |